# Ernesto Leopoldo de Sajonia-Coburgo y Gotha
Ernesto Leopoldo príncipe de Sajonia-Coburgo-Gotha (Ernst Leopold Eduard Wilhelm Josias; Hirschberg, 14 de enero de 1935- Bad Wiessee, 27 de junio de 1996), fue un príncipe alemán, de la Casa de Sajonia-Coburgo-Gotha.

## Primeros años de vida
Ernesto Leopoldo nació en Hirschberg, Alemania, fue el hijo mayor de Juan Leopoldo, príncipe heredero de Sajonia-Coburgo y Gotha y la baronesa Feodora von der Horst. Sus abuelos paternos fueron Carlos Eduardo, duque de Sajonia-Coburgo y Gotha, el único hijo del príncipe Leopoldo, duque de Albany (el hijo menor de la reina Victoria), y su esposa, la princesa Victoria Adelaida de Schleswig-Holstein-Sonderburg-Glücksburg.
Ernesto Leopoldo tenía dos hermanos: la princesa Carolina Matilde y el príncipe Pedro Alberto.
Su padre era heredero del ducado de Sajonia-Coburgo y Gotha hasta la abdicación forzosa de su abuelo el 18 de noviembre de 1918 a Sajonia-Coburgo y Gotha, resultado de la Revolución Alemana. Como el matrimonio de sus padres se consideró morganático, perdió todo derecho a la sucesión del trono ducal.

### Matrimonios e hijos
Ernesto Leopoldo se casó con Ingeborg Henig (n. 16 de agosto de 1937 en Nordhausen), hija de Richard Henig y Luise Duckwitz, el 4 de febrero de 1961 en Herrenberg. Se divorciaron el 26 de marzo de 1963. Tuvieron un hijo:
- El príncipe Huberto de Sajonia-Coburgo y Gotha (8 de diciembre de 1961) se casó con Barbara Weissmann el 9 de marzo de 1993 y se divorciaron el 12 de septiembre de 2012. Tienen un hijo.

Se casó, en segundo lugar, con Gertraude Monika Pfeiffer (n. 1 de julio de 1938 en Cottbus), hija de Hermann Horst Pfeiffer y Gertrud Marianne Jardin, el 29 de mayo de 1963, en Regensburg, Alemania. Se divorciaron el 20 de septiembre de 1985. Tuvieron cinco hijos:
- La princesa Victoria Feodora Monika de Sajonia-Coburgo y Gotha (n. 7 de septiembre de 1963) se casó con Peter Schmidt el 26 de noviembre de 1986 y se divorciaron el 30 de septiembre de 1999. Tienen un hijo. Se volvió a casar con Gerd Armbrust el 29 de abril de 2000.
  - Príncipe Falk Wilhelm Philipp Albert Jakob de Sajonia-Coburgo y Gotha (n. 28 de junio de 1990).
- El príncipe Ernesto-Josías Carl Eduard Hermann Leopold de Sajonia-Coburgo y Gotha (n. 13 de mayo de 1965 - m. 4 de septiembre de 2009) se casó con Birgit Michaela Marion Meissner el 5 de julio de 1996. Tienen una hija:
  - Princesa Sofía Alexandra María Katherina de Sajonia-Coburgo y Gotha (n. 22 de agosto de 2000).
- El príncipe Carlos-Eduardo Guillermo Josias de Sajonia-Coburgo y Gotha (n. 7 de julio de 1966) se casó con Miriam Stephanie Kolo el 25 de septiembre de 1998. Tienen dos hijas:
  - Princesa Emilia Lucia Josefina de Sajonia-Coburgo y Gotha (n. 24 de marzo de 1999).
  - Princesa Johanna Carlota Sofía de Sajonia-Coburgo y Gotha (n. 16 de agosto de 2004).
- El príncipe Federico Fernando-Christian Jorge Ernesto Alberto de Sajonia-Coburgo y Gotha (n. 13 de diciembre de 1968) se casó con Erika Ostheimer el 14 de mayo de 1999. Tienen un hijo nacido antes de su matrimonio:
  - Príncipe Nicolás de Sajonia-Coburgo y Gotha (n. 12 de octubre de 1987).
- Princesa Alicia-Sybilla Calma Beatriz de Sajonia-Coburgo y Gotha (n. 6 de agosto de 1974), se casó con Gerold Hans Carl Franz Reiser el 9 de julio de 2001. Tienen dos hijos nacidos antes de su matrimonio: 
  - Matías Reiser (n. 19 de abril de 1999).
  - Carolina Monica Maria Reiser (n. 19 de agosto de 2000).

Se casó, en tercer lugar, con Sabine Margarete Biller (25 de junio de 1941 - 27 de junio de 1996 en Kreuth), hija de Alfred Carl Biller, el 20 de enero de 1986 en Grünwald. No tuvieron hijos.

## Fallecimiento
Ernesto Leopoldo murió el 27 de junio de 1996 en Bad Wiessee, Alemania, a los 61 años, al suicidarse junto con su esposa Sabine Biller.

## Títulos y estilos
- 14 de enero de 1935-27 de junio de 1996: Príncipe Ernst Leopold de Sajonia-Coburgo y Gotha.
  - en alemán: Ernst Leopold Prinz von Sachsen-Coburg und Gotha.